# Tholey
Tholey is een gemeente in de Duitse deelstaat Saarland en maakt deel uit van de Landkreis St. Wendel. Tholey telt 12.050 inwoners.

## Bezienswaardigheden
Bij Tholey staat een van de oudste Benedictijner abdijen van Duitsland, gewijd aan de H. Mauritius. De oudste verwijzing naar dit klooster dateert van 634. Het werd gebouwd op de overblijfselen van een Romeins badhuis. De vroeg-gotische kloosterkerk dateert van 1302.

## Afbeeldingen

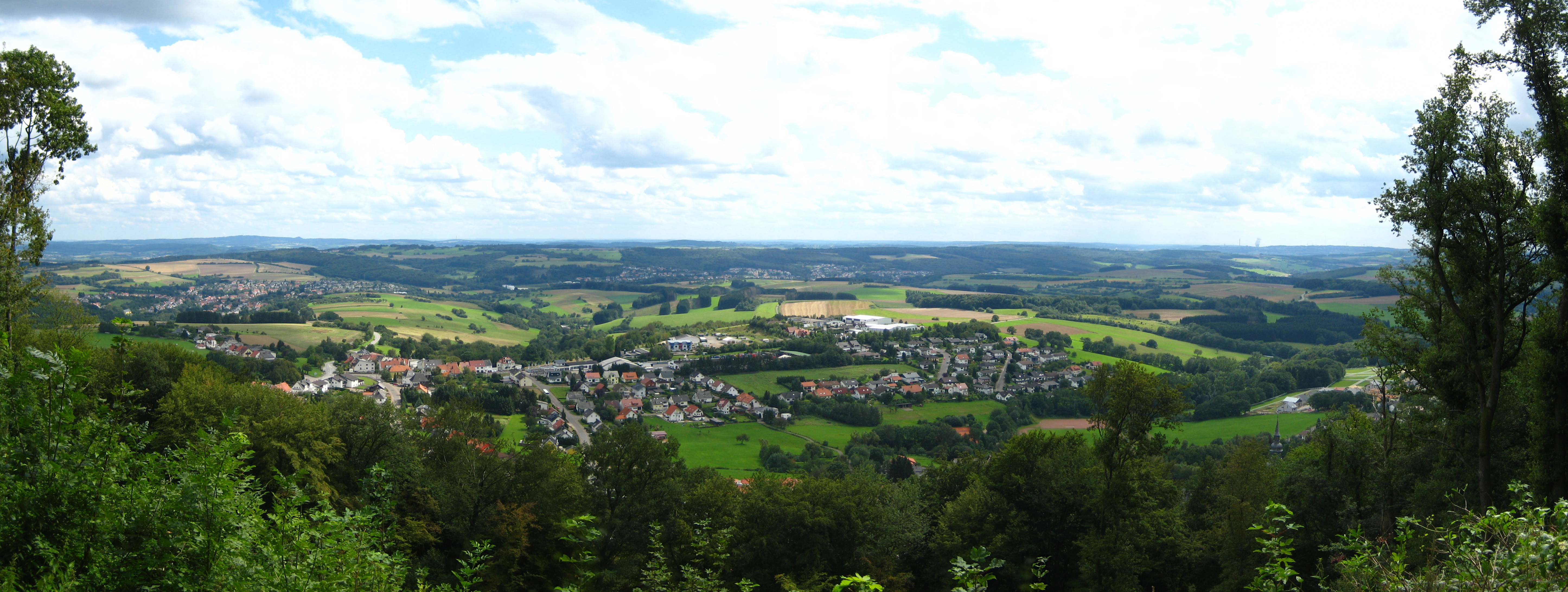
Gezicht op Tholey
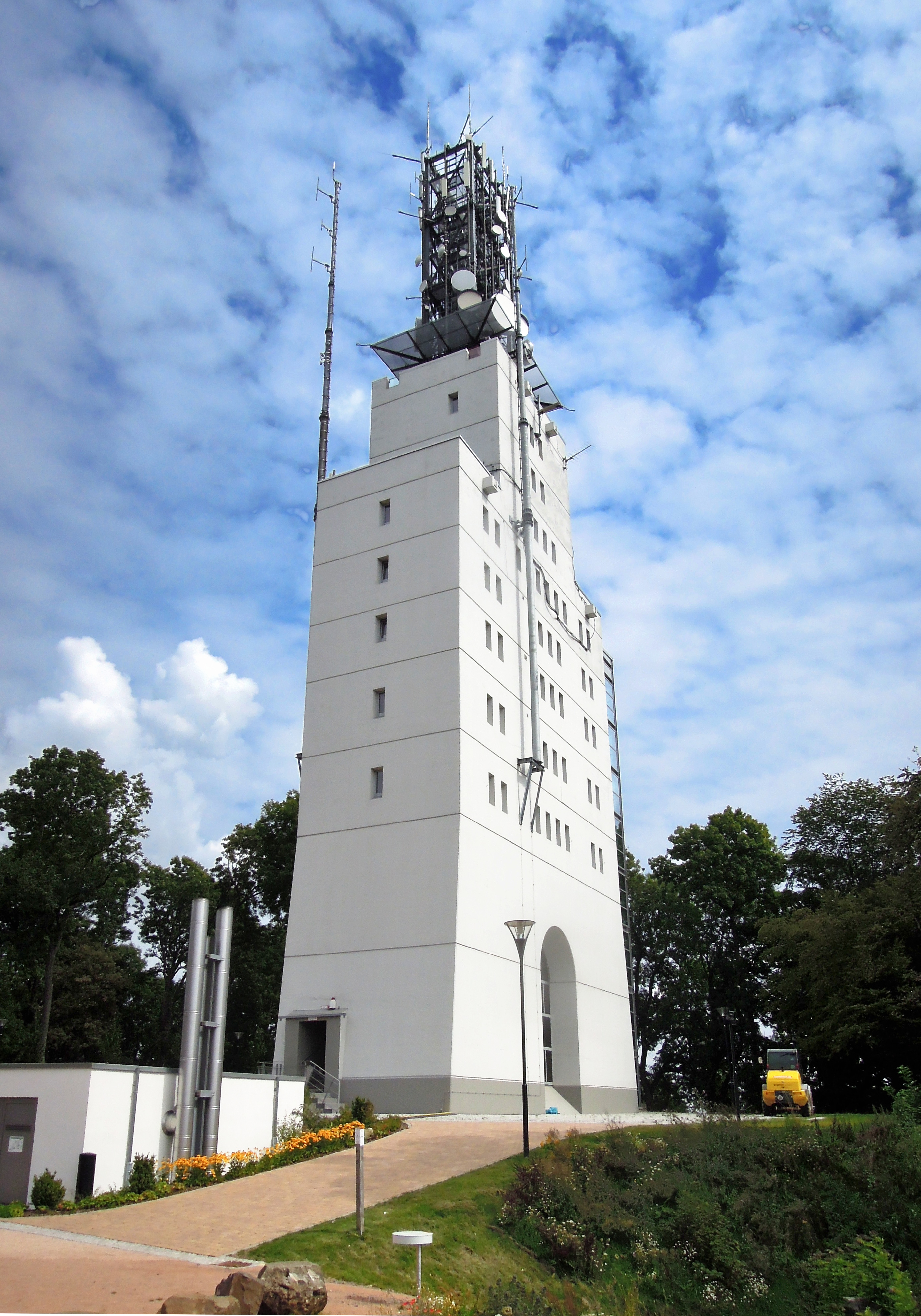
Schaumbergturm

Freisen ·
Marpingen ·
Namborn ·
Nohfelden ·
Nonnweiler ·
Oberthal ·
St. Wendel (stad) ·
Tholey